# حشره‌خوار دم‌کوتاه الیوت
حشره‌خوار دم‌کوتاه الیوت (نام علمی: Blarina hylophaga) نام یک گونه از سرده حشره‌خوار دم‌کوتاه آمریکایی است.